# Chlorophorus namibiensis
Chlorophorus namibiensis är en skalbaggsart som beskrevs av Karl Adlbauer och Dauber 1999. Chlorophorus namibiensis ingår i släktet Chlorophorus och familjen långhorningar. Inga underarter finns listade i Catalogue of Life.